# Monte Rosa Hütte
La Monte Rosa Hütte (in italiano, capanna Monte Rosa; in francese, cabane du Mont-Rose) è un rifugio situato nel territorio di Zermatt (Canton Vallese, Svizzera), nelle Alpi Pennine a 2.883 m s.l.m.

## Storia
Nel biennio 1894-1895 fu costruita una prima capanna situata all'Untere Plattije, presso il Grenzgletscher; essa prese il nome di capanna Bétemps, dal nome della famiglia che ne finanziò la costruzione. Il rifugio, di proprietà del comitato centrale del CAS, aveva una capienza di 25 posti cuccetta, portati in seguito a 45 con i lavori di ampliamento eseguiti nel 1918. Nel 1929 la proprietà passò alla sezione Monte Rosa del Club alpino svizzero, con sede a Sion: fu in questa occasione che prese il nome di Monte Rosa Hütte.
La capanna fu completamente ricostruita nel biennio 1939-1940 con una capienza di 86 posti; portata poi a 146 posti letto nel 1972 e a 160 posti con l'ultimo ampliamento del 1984. Questo rifugio è stato demolito dopo la costruzione dell'ultimo rifugio.
Il 25 settembre 2009 è stato inaugurato un ulteriore rifugio a forma di cristallo di roccia costruito a circa cento metri sopra quello vecchio. Sempre di proprietà del Club alpino svizzero, è stato realizzato in occasione del 150º anniversario del Politecnico di Zurigo, in collaborazione con la facoltà di architettura dell'Università tecnica di Lucerna e lo stesso Club alpino svizzero. Esso rappresenta un esempio unico nel suo genere, sia dal punto di vista architettonico sia per l'impostazione energetica e impiantistica ed è stato progettato dallo studio svizzero Bearth & Deplazes.

## Caratteristiche e informazioni
L'edificio è stato progettato per ottenere l'80% del suo fabbisogno energetico dal sole. L'energia in eccesso viene conservata, garantendo energia anche quando è nuvoloso. L'acqua è prodotta dallo scioglimento dei ghiacciai, viene raccolta e conservata in un grande serbatoio a 40 metri sopra la capanna. Speciali finestre permettono al sole di riscaldare l'aria all'interno dell'edificio e ridistribuire l'energia termica prodotta dai visitatori.
Le capanne sono aperte e custodite da metà marzo a metà settembre e dispongono di locali invernali, sempre aperti. La realizzazione è stata fatta mediante elementi modulari pre-costruiti in fabbrica e portati in loco in elicottero, tali pezzi sono di precisione millimetrica grazie all' utilizzo di macchinari al taglio laser durante la loro realizzazione.

## Accessi
Vi si accede in non meno di quattro ore dalla stazione Rotenboden (2815 m) della ferrovia a cremagliera Zermatt-Gornergrat, attraversando il ghiacciaio del Gorner (in tedesco Gornergletscher). Il tempo varia molto in considerazione del grande movimento del ghiacciaio. Sono state poste numerose scalette e corde. Per escursionisti esperti.

## Ascensioni
- Punta Dufour (4 634 m).
- Punta Nordend (4 609 m).
- Punta Gnifetti (4 554 m).
- Jägerhorn (3 970 m).
- Lyskamm (4 527 m).
- Castore (4 2 28 m)
- Polluce (4 091 m).
- Cima di Jazzi (3 804 m).

## Traversate
- Gandegghütte (3029 m).
- Capanna Giovanni Gnifetti (3647 m) per il Colle del Lys
- Britanniahütte (3030 m)[2] per l'Adlerpass

## Galleria d'immagini

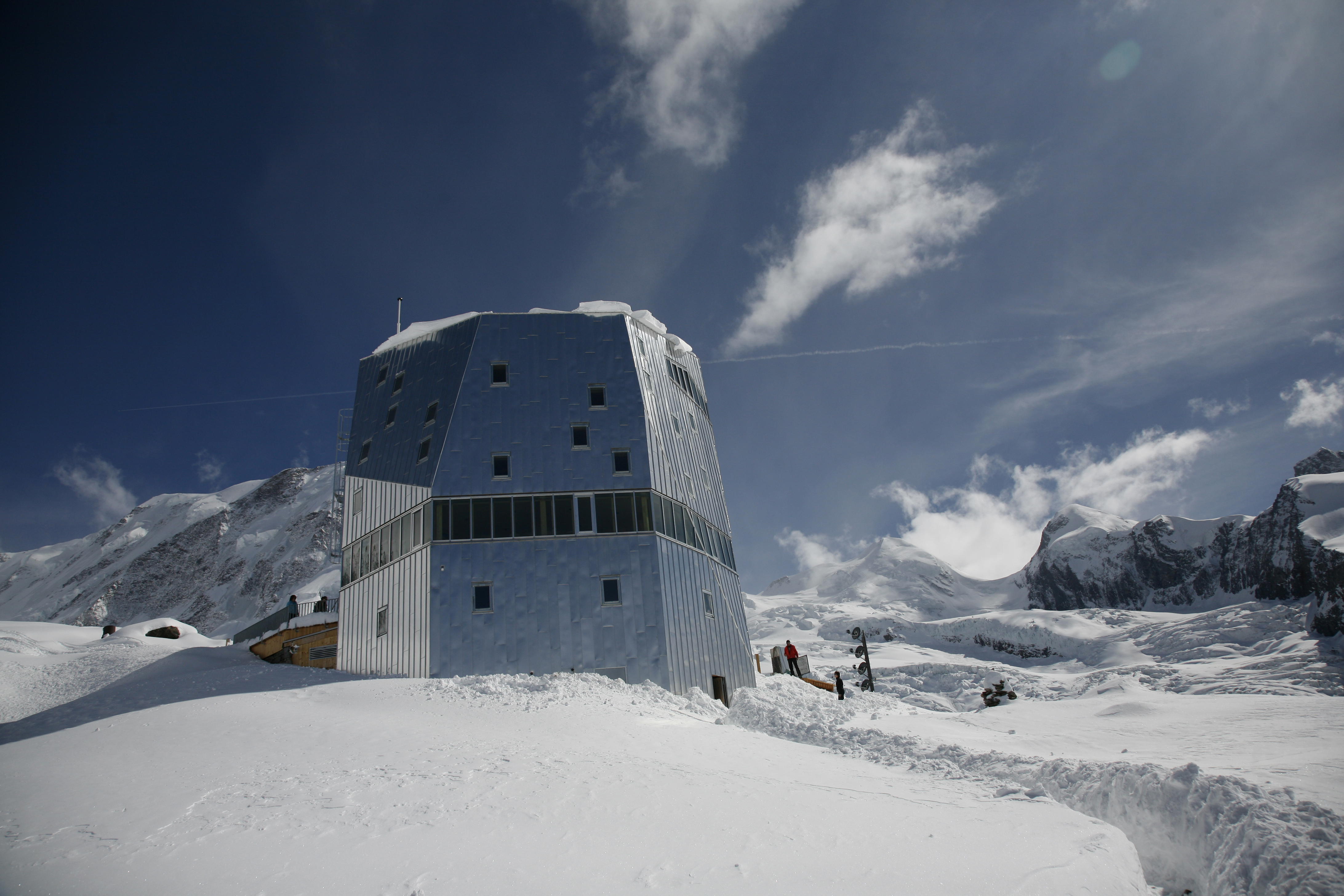
Il rifugio inaugurato nel 2009
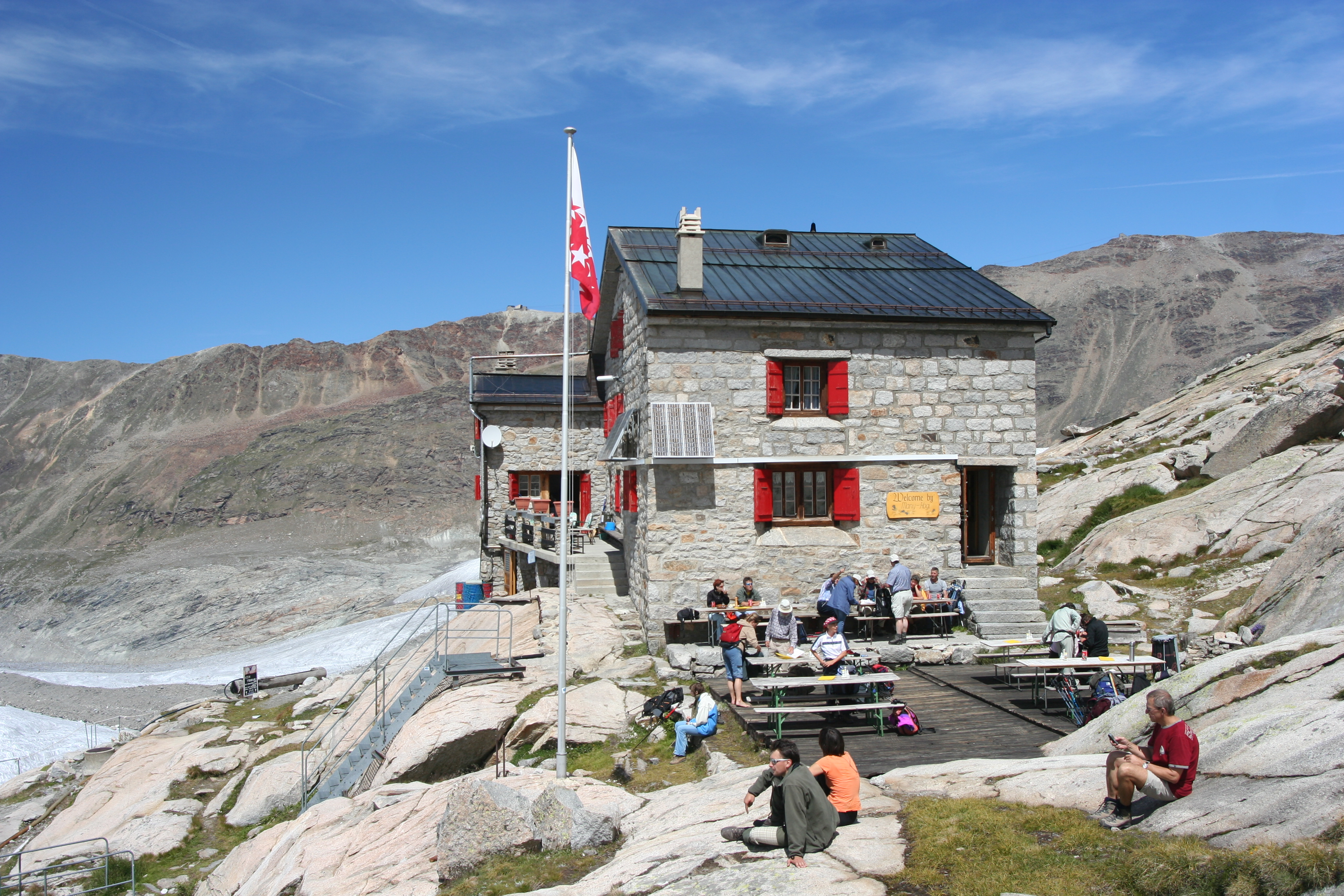
Il rifugio nell'ampliamento del 1984
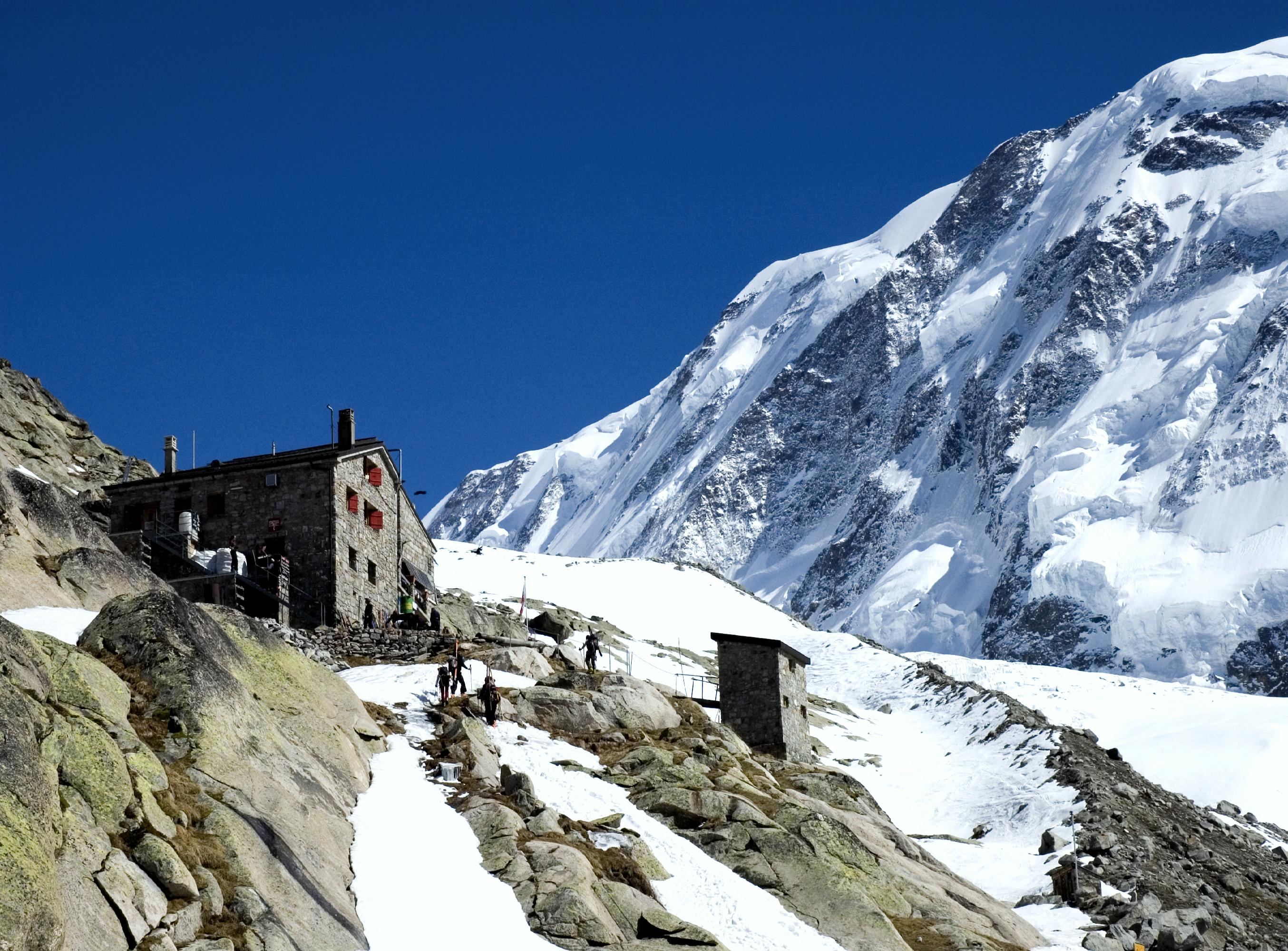
La Monte Rosa Hütte ed il versante nord del Lyskamm
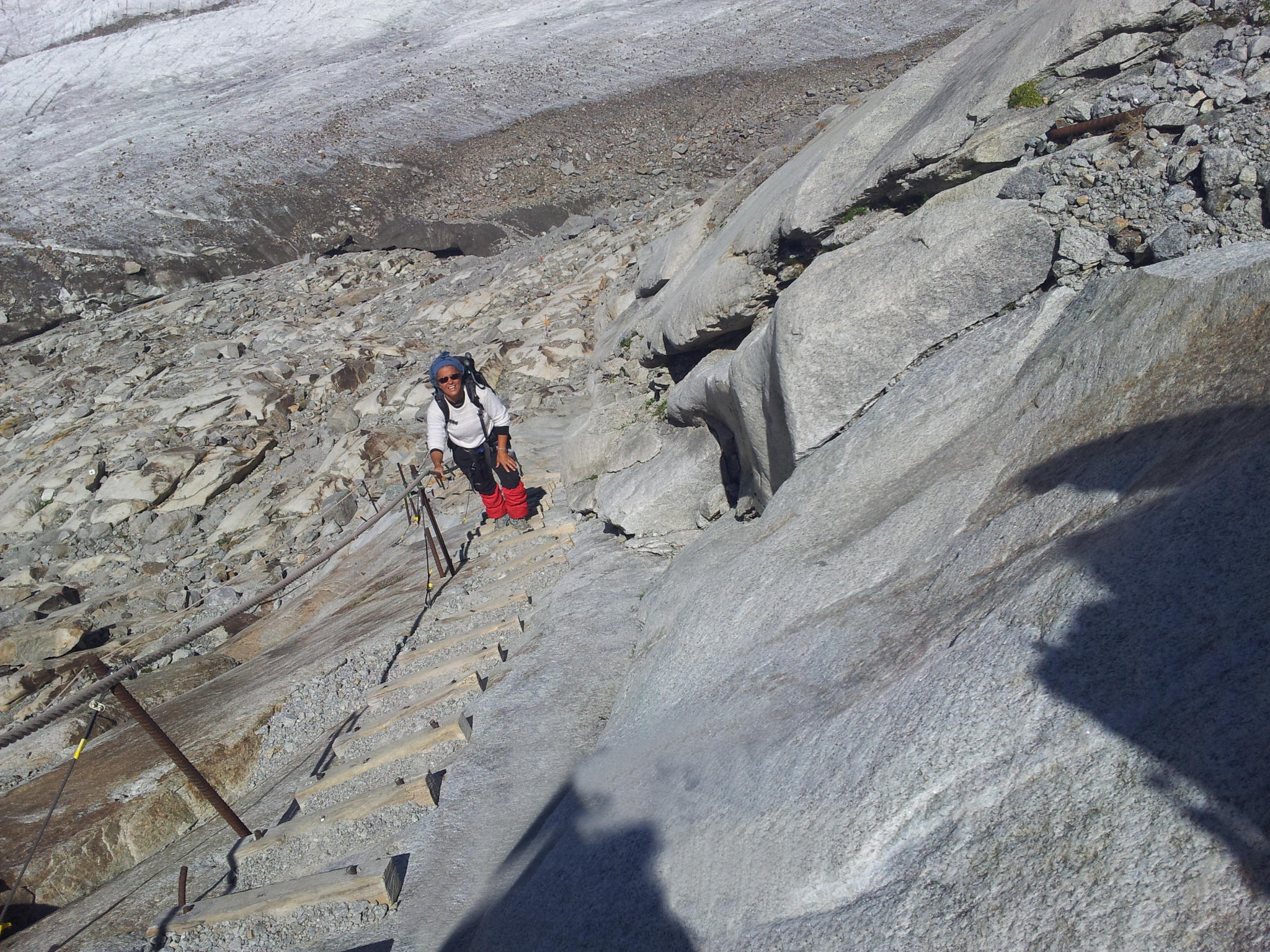
Un passaggio delicato
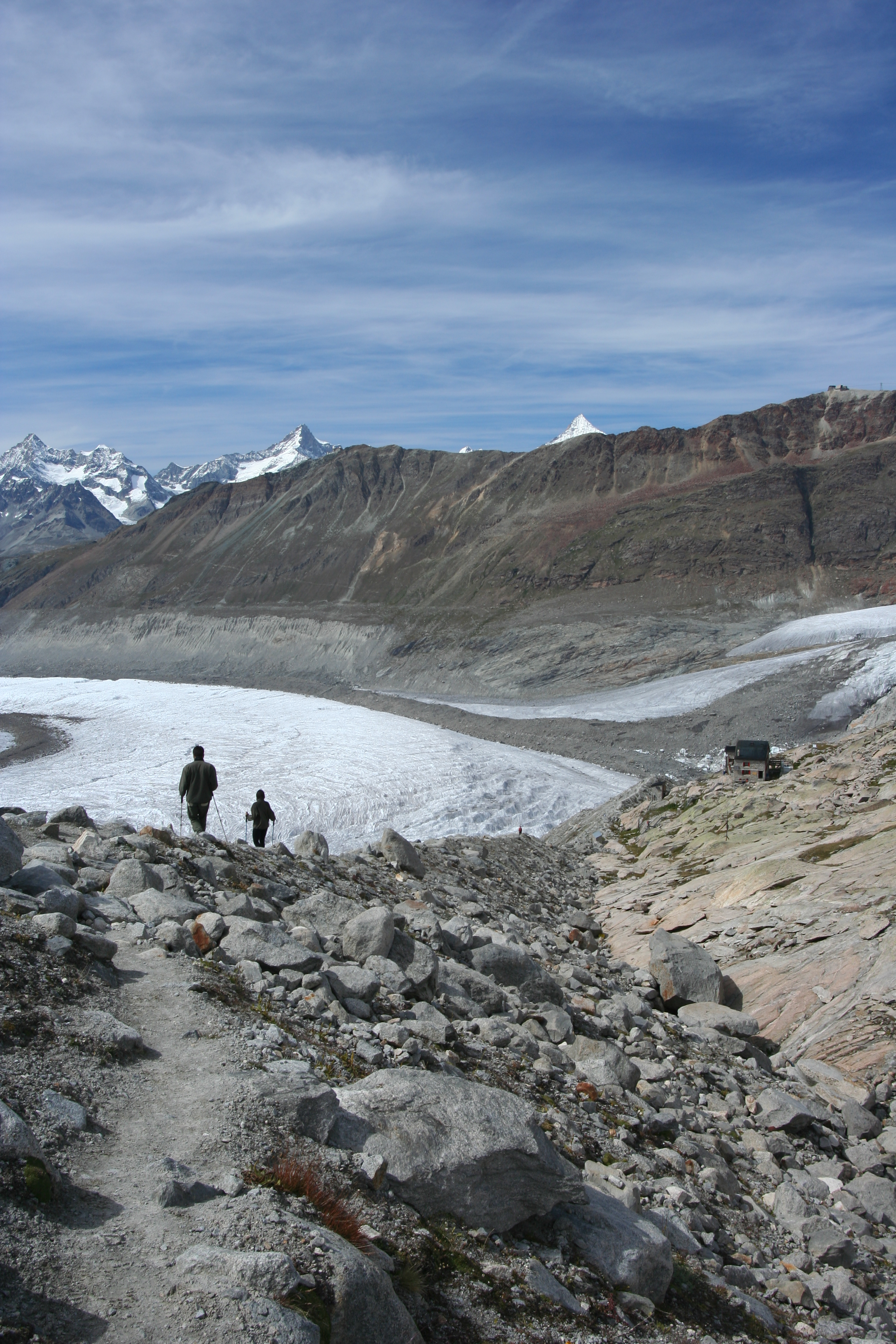
La Monte Rosa Hütte con i ghiacciai del Grenz e del Gorner